# Whenever You See Fit
«Whenever You See Fit» es el sexto sencillo de la banda Modest Mouse junto con 764-HERO, en 1998, primero realizado en Suicide Squeeze Records y luego en Up Records.

## Lista de canciones
1. «Whenever You See Fit» – 14:28
2. «Whenever You See Fit» (DJ Dynomite D Mix) – 4:57
3. «Whenever You See Fit» (Sientific American Mix) – 5:36

- Datos: Q11705295